# 8417 Lancetaylor
8417 Lancetaylor è un asteroide della fascia principale. Scoperto nel 1996, presenta un'orbita caratterizzata da un semiasse maggiore pari a 2,2120182 UA e da un'eccentricità di 0,1940186, inclinata di 5,80922° rispetto all'eclittica.